# Miquel Parra i Abril

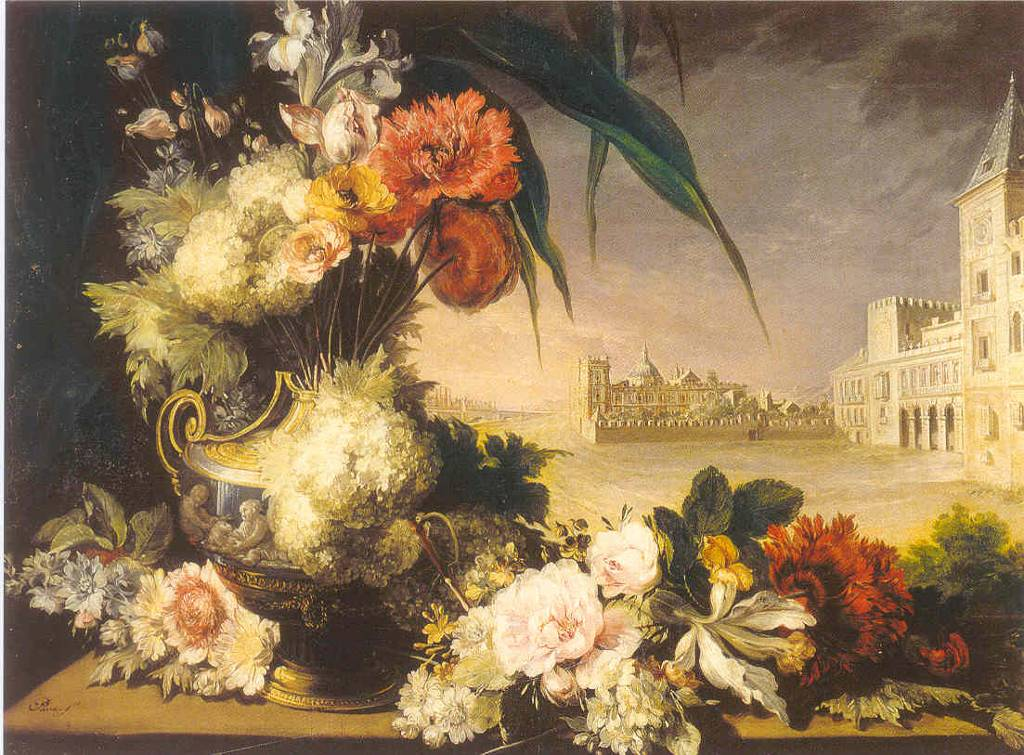
Gerro amb flors davant del Palau del Real de València, obra de Miquel Parra

Miquel Parra i Abril (València, 1780 - Madrid, 13 d'octubre de 1846) va ser un pintor valencià, un dels més prestigiosos de la primera meitat del segle xix. El fet de ser cunyat de Vicent López i Portaña li va obrir les portes de la cort madrilenya, on va obtenir el nomenament de pintor de cambra per part de Ferran VII

## Biografia
Va estudiar a la Reial Acadèmia de Belles Arts de Sant Carles, on aviat passaria a la sala de Flors, creada per subministrar dissenys d'estampats a la punyent indústria sedera valenciana. El pas per aquesta sala marcaria la seua trajectòria, ja que Parra va ser principalment admirat pels seus quadres de flors, de gran qualitat.
L'any 1812 va ser nomenat professor auxiliar de pintura de l'Acadèmia de Sant Carles, i poc després "Tinent Director". L'any 1815, una vegada acabada la guerra, va traslladar-se a Madrid, on va lliurar al rei diverses obres commemoratives del seu triomfal retorn a Espanya. La bona acollida que tingueren aquestes obres i el fet se ser cunyat del reconegut Vicent López, li valgueren el nomenament reial com a pintor honorari de cambra. Parra va demanar al rei poder continuar amb l'execució de quadres commemoratius de la seua entrada a diverses ciutats espanyoles, així com poder traslladar-se a València, degut al dolent estat de salut dels seus pares. Des de València va continuar trametent anualment les seues obres a la cort, però també va realitzar una important producció de quadres de flors, de tema religiós, pintura d'història, retrats, natures mortes, així com dibuixos.
Va dissenyar la decoració de les voltes de l'església de Muro, amb escenes de la vida de sant Joan Baptista.
A la mort de Ferran VII va continuar lligat a la cort, essent un dels pintors predilectes de la reina regent Maria Cristina. Arran de la desamortització (1836), i com a acadèmic de Sant Carles, li va ser encomanada la recollida d'obres d'art i la conformació del Museu de Belles Arts a les dependències que l'Acadèmia posseïa al Convent del Carme.
Va vetlar per la carrera de dos fills, també pintors: Josep Parra i Piquer i Josep Felip Parra i Piquer. Justament va morir a Madrid en un viatge que havia fet a la capital per acompanyar al darrer dels dos a presentar a la reina una de les seues obres.
Es conserven obres seues al Museu Sant Pius V de València, al Palau Reial de Madrid, a la Catedral de València i a diversos altres palaus i museus espanyols.